# هایما ام۸
هایما ام۸ یک خودروی اندازه متوسط سدان است. این خودرو در سال ۲۰۱۳ تا ۲۰۱۷ توسط هایما در کشور چین تولید شد.
خودرو هایما ام 8 قرار بود در سال ۱۳۹۶ توسط ایران خودرو مونتاژ شود که به علت تحریم ها این اتفاق نیفتاد.

## بررسی

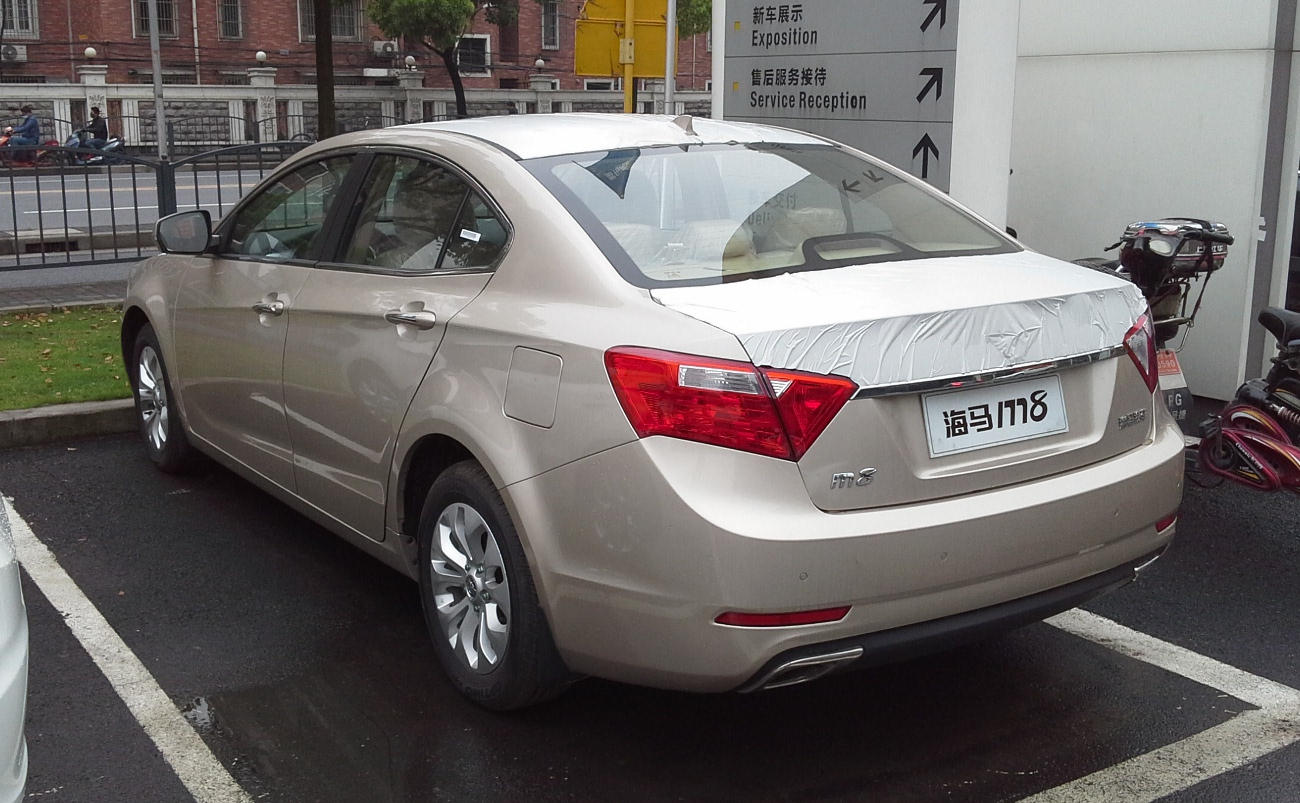
نمای عقب

هایما ام۸ توربو در اکتبر ۲۰۱۴ با یک موتور ۱٫۸ لیتری توربو تولید شد که تا سال ۲۰۱۷ تولید آن ادامه یافت قیمت هایما ام۸ از ۱۲۶٬۸۰۰ یوان تا ۱۶۶٬۸۰۰ یوان متغیر بود.

### پیشرانه
این خودرو یک موتور ۴ سیلندر توربو ۱٫۸ لیتری با ۱۵۶ اسب بخار نیرو و ۲۱۰ نیوتن متر گشتاور بهره می‌برد. همچنین این خودرو از جعبه دنده ۶ سرعته اتوماتیک و ۶ سرعته دستی بهره می‌برد.